# UpToDate
UpToDate — основанный на платной подписке медицинский ресурс, предоставляющий медицинским работникам актуальную и основанную на доказательствах информацию по теме медицины и помогающий им в принятии решений при ведении и лечении пациентов. Целью UpToDate является предоставление точной, проверяемой, то есть подтверждённой источниками, и регулярно обновляемой информации для студентов и медицинских работников, которым требуется получить ответы на возникающие у них вопросы в профессиональной сфере. Статьи в UpToDate основаны на лучших имеющихся доказательствах, большинство рекомендацией сопровождаются градацией по уровням доказательности.
Статьи в UpToDate описывают отдельные симптомы или жалобы, заболевания, диагнозы, отдельными статьями идёт дополнительная информация с какой-либо конкретикой. Информация по тому, как проходит отбираются и включаются в статьи доказательства, а также как происходит их градация, указана в редакционной политике ресурса. Содержимое UpToDate доступно только на английском языке.
По состоянию на 2022 год в UpToDate содержалось более 11800 прошедших рецензирование статей, в рецензировании которых участвовали более 7300 человек. Согласно информации компании Wolters Kluwer, которая является европейским издателем UpToDate, данный ресурс используется в 190 странах мира.

## Доступ
Ресурс является коммерческим проектом и предоставляет доступ к своему содержимому на основе платной подписки. Доступ возможен с компьютеров, планшетов и смартфонов. В случае подписки в рамках учреждения доступ может предоставляться в рамках локальной сети учреждения, вне локальной сети доступ предоставляется при регистрации индивидуальных учётных записей. Содержимое ресурса также можно скачать, чтобы использовать без доступа к интернету.
Хотя доступ к содержимому предоставляется по подписке, в период пандемии COVID-19 часть информации была предоставлена в открытый доступ.

## Содержимое и возможности
Ресурс содержит регулярно обновляемую информацию по различным медицинским темам и специальностям, функционал для поиска информации по различным критериям и фильтрам, а также клинические калькуляторы и средства для проверки взаимодействия лекарственных средств.